# HD 187734
Désignations
HD 187734 est une étoile double de la constellation de l'Aigle. La principale étoile est une étoile géante de magnitude apparente 6,6, tandis que la seconde étoile est une étoile blanche de la séquence principale de magnitude 9,4. En 2014, la paire avait une séparation angulaire de 5", le long d'un angle de position de 99°.